# Yesung
Kim Jong-woon (Hangul: 김종운, Hanja: 金鐘雲, Hán-Việt: Kim Chung Vân, sinh ngày 24 tháng 8 năm 1984), được biết đến với nghệ danh Yesung, là một nam ca sĩ, diễn viên, phát thanh viên và người dẫn chương trình truyền hình người Hàn Quốc. Anh là một trong ba giọng ca chính của nhóm nhạc nam Super Junior do SM Entertainment thành lập và quản lý.

## Tiểu sử
Yesung sinh tại Seoul, Hàn Quốc. Anh có một em trai tên là Kim Jong Jin. Khi còn nhỏ anh đã bộc lộ niềm yêu thích đối với ca hát. Năm 1999, Yesung tham gia một cuộc thi hát trên truyền hình và đã đoạt giải vàng tại cuộc thi "Cheonan Singing Competition". Năm 2001, mẹ của Yesung đã đưa anh đến thử giọng cho chương trình "Starlight Casting System" của SM Entertainment - một buổi thử giọng để tuyển chọn nghệ sĩ cho công ty. Anh gây ấn tượng với ban giám khảo bằng giọng hát đầy nghệ thuật của mình và đã ký hợp đồng với SM Entertainment trong năm đó. Cuối năm 2004, Yesung đã được chọn là một thành viên trong nhóm nhạc dự án Super Junior.

## Sự nghiệp âm nhạc

### 2005–2007: Ra mắt với Super Junior, buổi đầu sự nghiệp
Ngày 06 tháng 11 năm 2005, Yesung đã cùng Super Junior chính thức ra mắt trên chương trình âm nhạc Inkigayo của đài SBS, trình diễn đĩa đơn đầu tay "TWINS (Knock Out)". Album đầu tay của nhóm được phát hành một tháng sau đó, đứng vị trí thứ 3 trên các bảng xếp hạng âm nhạc lúc bấy giờ.
Vào tháng 3 năm 2006, SM Entertainment bắt đầu tuyển thành viên cho Super Junior '06. Tuy nhiên kế hoạch thay đổi khi công ty thêm vào nhóm thành viên thứ 13 Kyuhyun và tuyên bố ngừng hình thành các thế hệ Super Junior tương lai. Nhóm đã bỏ hậu tố "'05" chính thức trở thành Super Junior. Nhóm nhạc 13 thành viên này đã giành thắng lợi lớn sau khi phát hành CD single đầu tiên "U" vào mùa hè năm đó - đĩa đơn thành công nhất của họ cho đến khi "Sorry Sorry" ra mắt vào tháng 3 năm 2009. Trong suốt sự nghiệp của mình với Super Junior, Yesung đã được đặt vào hai phân nhóm (các nhóm nhỏ của Super Junior). Trong tháng 11 năm 2006 Yesung đã được đặt trong phân nhóm đầu tiên của Super Junior, Super Junior-K.R.Y, một nhóm chuyên hát những ca khúc R&B Ballad.

### 2008–2013: Super Junior-H, Super Junior-K.R.Y, ra mắt tại Nhật Bản và tạm thời ngừng hoạt động
Ngày 10 tháng 5 năm 2008, Yesung đã được đưa đến bệnh viện sau khi anh gục ngã trong một cuộc chạy marathon từ thiện dài 70 km, có sự tham gia của các thành viên Shindong, Sungmin, Leeteuk, Eunhyuk và Kangin. Sau cú ngã, anh không thể hoàn thành quãng đường chạy và phải chống nạng lên sân khấu cùng các thành viên trong nhóm. Ngày 8 tháng 8, anh lại được đưa đến bệnh viện một lần nữa sau khi rơi khỏi sân khấu cao 1,5 m trong buổi tập cho chương trình Music Bank của đài KBS. Vết thương đã cắt đứt thương tích cũ từ cổ và thắt lưng và Yesung đã không được điều trị trong bệnh viện cho đến hai ngày sau đó.
Tháng 6 năm 2008, anh trở thành thành viên của nhóm nhỏ Super Junior-H, ra mắt mini album đầu tiên Cooking? Cooking!. Anh biểu diễn ca khúc "Love Really Hurts", một bài hát trong phim Tazza phát sóng năm 2008. Năm 2009, anh tham gia vở nhạc kịch đầu tiên, Namhansanseong. Vở được chuyển thể từ tiểu thuyết cùng tên của nhà văn Kim Hoon, dựa trên sự kiện Byeongja Horan tại Namhansanseong, Gyeonggi-do. Ngày 6 tháng 11 năm 2008, anh xuất hiện trên chương trình Music Bank cùng với Shinee, thay thế cho thành viên Jonghyun đang điều trị tại bệnh viện, trình diễn ca khúc "Ring Ding Dong".
Vào tháng 6 năm 2011, Yesung đã tham gia chương trình Immortal Song 2 của đài KBS. Yesung thua trong tập đầu tiên nhưng đã nhanh chóng trở thành người chiến thắng cuối cùng trong tập 3 với bài hát "The more that I love you" của huyền thoại Boohwal. Anh chỉ tham gia trong vài tập, sau đó do lịch trình bận rộn của Super Junior nên công ty quyết định rút anh ra khỏi chương trình.
Vào ngày 6 tháng 5 năm 2013, Yesung bí mật nhập ngũ, gia nhập quân đoàn dự bị Jeonbook Jeonju số 35. Anh đi thẳng vào xe quân sự và không ở lại giao lưu với người hâm mộ. Anh đã trải qua khóa huấn luyện cơ bản trong 4 tuần trước khi chính thức phục vụ trong quân đội 22 tháng với vai trò nhân viên phục vụ cộng đồng. Ngày 4 tháng 5 năm 2015 anh đã chính thức xuất ngũ sau gần hai năm phục vụ trong quân đội. Ngày xuất ngũ ban đầu của Yesung là ngày 5/5, tuy nhiên do ngày đó là ngày Tết thiếu nhi tại Hàn Quốc nên anh đã được xuất ngũ trước 1 ngày (4/5).

### 2014–2015: SM The Ballad, tiếp tục quay trở lại cùng với Super Junior
Ngày 15 tháng 7 năm 2015, Yesung cùng các thành viên trong nhóm đã comeback với special album mang tên "Devil" kỉ niệm 10 năm debut của Super Junior.

### 2016–nay: Sự nghiệp solo
Sang đầu năm 2016, Yesung đã có mini album solo đầu tay mang tên "Here I Am" được phát hành vào ngày 18 tháng 4 năm 2016. Đây cũng là sản phẩm đầu tay của Label SJ. Mini album cùng tên gồm 7 bài hát, trong đó Yesung tham gia đồng sáng tác 3 bài. Tuy không được quảng bá rộng rãi nhưng Here I Am đã đạt No.1 tại iTunes 4 quốc gia: Đài Loan, Thái Lan, Indonesia và Peru; đứng thứ 2 ở Nhật Bản, Macao, Singapore; thứ 3 ở Hong Kong, Malaysia và thứ 8 ở Mexico và Philippines. Ngoài ra, mini album cũng đứng đầu BXH album Kpop của 5 khu vực thuộc châu Á và đứng thứ 2 ở Mỹ. Lượng tiêu thụ album ở Hàn Quốc cũng rất ấn tượng khi anh đã đánh bại các nhóm nhạc đang nổi đình đám. Bên cạnh hoạt động quảng bá cho album, Yesung cũng tham gia chương trình King of masked singer, anh đã dành chiến thắng ở 2 vòng đầu. Tuy nhiên, thanh quản vẫn chưa được khỏi hoàn toàn nên khó có thể bước tiếp nên anh đã dừng tại vòng 3. Ngày 3/5, concert solo đầu tay của Yesung nhanh chóng cháy vé chỉ sau 1 phút mở bán, thể hiện được đẳng cấp của một nghệ sĩ nổi tiếng.
Hiện tại, anh đang tham gia bộ phim Voice - truy tìm kẻ sát nhân (quay xong hồi tháng 12 năm 2016 và khởi chiếu vào ngày 14/1/2017). Bộ phim nhận được phản hồi tích cực từ những khán giả trên toàn thế giới.

## Các hoạt động khác

### Dẫn chương trình
Từ tháng 9 năm 2006 đến tháng 9 năm 2007, Yesung là DJ cho chương trình phát thanh của riêng mình, M.I.R.A.C.L.E for You - nơi các thành viên của Super Junior thường xuyên tham gia với tư cách khách mời. Tuy nhiên, ngay trước lễ kỷ niệm đầu tiên của chương trình, Yesung đã phải kết thúc vai trò DJ để có thể tập trung vào album thứ hai của Super Junior,Don't Don. Buổi lên sóng cuối cùng cho chương trình là ngày 8 tháng 9 năm 2007
Vào ngày 21 tháng 7 năm 2010 Yesung đã cùng một thành viên trong nhóm là Leeteuk trở thành MC cho chương trình "Love Pursuer" của đài MBC. Mọi người phải chọn một ngôi sao khác làm mẫu người lý tưởng sau đó lên kế hoạch theo đuổi và sau một tuần ngôi sao này sẽ phải đoán xem người hâm mộ bí mật của mình là ai. Chương trình đã mang đến rất nhiều điều thú vị cho khán giả.
Ngày 4 tháng 9 năm 2010, Yesung được chọn làm MC cho chương trình "MUZIT", một talk show về âm nhạc cùng với K.Will và nhạc sĩ kì cựu Yoo Youngsuk. Chương trình giới thiệu về các tài năng âm nhạc từ ngành công nghiệp âm nhạc Hàn Quốc.

#### Chương trình Radio
| Ngày                                    | Tên                             | Ghi chú                                           |
| 19 tháng 9 năm 2006–8 tháng 9 năm 2007  | M.I.R.A.C.L.E for You           | Kết thúc ngay trước lễ kỉ niệm 1 năm              |
| 28 tháng 2 năm 2011–20 tháng 6 năm 2011 | "Super Junior's Kiss the Radio" | cùng với Leeteuk và thay thế tạm thời cho Eunhyuk |

#### Chương trình truyền hình
| Ngày                                 | Tên chương trình                    | Ghi chú      |
| ------------------------------------ | ----------------------------------- | ------------ |
| 25 tháng 6 năm 2009–2009             | 꼿미남 포차 (Flower Boys' Carriage) |              |
| 21 tháng 7 năm 2010–tháng 3 năm 2011 | 러브 추격자 (Love Pursuer)          | cùng Leeteuk |
| ngày 4 tháng 9 năm 2010–2011         | MUZIT                               |              |

### Diễn xuất
Sự nghiệp diễn xuất của Yesung bắt đầu vào mùa hè năm 2007 với bộ phim điện ảnh Attack on the Pin-Up Boys (Tấn công trai đẹp), một bộ phim hài về sinh viên trường trung học với sự tham gia của gần như toàn bộ thành viên Super Junior (chỉ trừ Kyuhyun – người đang nằm viện sau vụ tai nạn nghiêm trọng của Super Junior ngày 19 tháng 4). Yesung đóng vai ngôi sao nhạc Rock của trường - người đã bị tấn công một cách bí ẩn, để rồi nhờ đó anh trở nên nổi tiếng trên tầm quốc gia.
Năm 2009, Yesung được chọn đóng vai Jung Myung-soo trong vở nhạc kịch "Namhan san sung" (Pháo đài núi Nam Hàn), được trình diễn từ ngày 9 tháng 10 đến ngày 4 tháng 11 năm 2009
Anh cũng tham gia vở nhạc kịch "Hong Gil Dong" cùng với một thành viên trong nhóm là Sungmin từ ngày 18 tháng 2 đến 18 tháng 4 năm 2010. Cả hai đều đóng vai Hong Gil Dong, thể hiện những khía cạnh khác nhau của vị anh hùng này.
Cũng vào năm này, Yesung được chọn vào vai Hiệp sĩ Galahad trong vở nhạc kịch "Spamalot" công chiếu từ ngày 1 tháng 10 đến 28 tháng 12 năm 2010. Vở nhạc kịch này đã nhận được nhiều phản hồi tốt từ phía khán giả. Yesung cũng nói rằng anh rất có hứng thú với nhạc kịch vì đó là một thử thách mới đối với anh và anh hy vọng sẽ được đóng nhiều hơn trong tương lai.
Cuối năm 2015, anh tham gia bộ phim truyền hình "The Awl' (Bước Ngoặt) của đài JTBC.
Năm 2016, anh tham gia diễn xuất trong bộ phim rạp hợp tác Nhật - Hàn "My Korea Teacher" và nhận được nhiều lời nhận xét tích cực.
Đầu năm 2017, anh tham gia bộ phim truyền hình "Voice", một bộ phim trinh thám của đài OCN.

#### Phim tham gia
| Năm  | Tên                                                        | Vai            | Ghi chú                         |
| ---- | ---------------------------------------------------------- | -------------- | ------------------------------- |
| 2007 | Attack on the Pin-Up Boys 꽃미남 연쇄 테러 사건            | Yesung         | phát hành giới hạn tại Hàn Quốc |
| 2015 | The Awl 송곳                                               | Hwang Jun Chul |                                 |
| 2016 | My Korean Teacher いきなり先生になったボクが彼女に恋をした | Young Woon     |                                 |
| 2017 | Voice 보이스                                               | Oh Hyun Ho     |                                 |

#### Nhạc kịch
| Ngày                                      | Tên nhạc kịch                   | Vai diễn                            | Ghi chú      |
| ----------------------------------------- | ------------------------------- | ----------------------------------- | ------------ |
| 9 tháng 10– 4 tháng 11 năm 2009           | 남한산숭 (Pháo đài núi Nam Hàn) | 정명수 (Jung Myungsoo)              |              |
| 18 tháng 2– 18 tháng 4 năm 2010           | 홍길동 (Hong Gil Dong)          | Hong Gil Dong                       | cùng Sungmin |
| 1 tháng 10 năm 2010– 28 tháng 12 năm 2010 | 스팸어랏 (Spamalot)             | Sir Galahad, the Dashingly Handsome |              |

### Hát nhạc phim
Yesung đã hát nhạc phim Tazza, một bộ phim có rating cao được khởi chiếu vào ngày 16 tháng 9 năm 2008. Bản ballad này - 사랑 참 아프다 (Love Really Hurts) - đã được sử dụng trong suốt bộ phim. Anh đã hát live bài này nhiều lần, kể cả trong Lễ kỷ niệm 3 năm của Super Junior. Vào ngày 6 tháng 11 năm 2009, anh thay thế Jonghyun của SHINee trong buổi diễn Ring Ding Dong do Jonghyun bị cúm A/H1N1.
Năm 2010, Yesung góp giọng trong soundtrack bộ phim "Cinderella's Sister" khởi chiếu từ ngày 31 tháng 3 năm 2010 với diễn viên chính là Moon Geun Young và Taecyeon của 2PM. Anh đã hát 너 아니면 안돼 (It has to be you). Bài hát này là một bản ballad kể về một chàng trai không quan tâm bất cứ cô gái nào khác, ngoại trừ người anh yêu. Trong lời chào kết thúc của Super Junior's 2nd Asia Tour Concert, Super Show 2 Manila, anh đã hát live bài hát này trên sân khấu và mong các fan sẽ ủng hộ các bài hát mới của anh. Sau đó vào ngày 4 tháng 6 năm 2010, Yesung đã lần đầu tiên biểu diễn solo trên khấu Music Bank bài hát It Has To Be You, bài hát đã đứng thứ hạng rất cao trên bảng xếp hạng của Music Bank.
Vào ngày 29 tháng 12 năm 2010, bản OST thứ 2 trong phim "President" của đài KBS đã được phát hành. Yesung đã cùng song ca với Luna của F(x) trong ca khúc "And I love you". Ca khúc này đã giành được nhiều sự chú ý và ủng hộ từ công chúng.
Vào ngày 31 tháng 1 năm 2011, bài hát solo thứ ba của Yesung lại là một bản OST trong bộ phim của đài SBS "Paradise Ranch" mang tên Waiting For You. Bài hát là một bản ballad nói về một chàng trai vẫn quyết tâm chờ đợi người yêu quay trở lại cho đến ngày tận cùng của thế giới. Bản thân bộ phim cũng đã nhận được nhiều sự chú ý nhờ sự tham gia của diễn viên Lee Yeonhee và DBSK Changmin. Yesung đã biểu diễn bài hát này lần đầu tiên tại Super Junior - K.R.Y the 1st concert in Seoul ngày 11 tháng 2 năm 2011.
| Ngày | Tựa đề                              | Phim                                   | Ghi chú                              |
| ---- | ----------------------------------- | -------------------------------------- | ------------------------------------ |
| 2006 | 한 사람만을 (The One I Love)        | 하이에나 (Hyena)                       | với nhóm nhỏ Super Junior K.R.Y      |
| 2006 | The Night Chicago Died              | 하이에나 (Hyena)                       | với nhóm nhỏ Super Junior K.R.Y      |
| 2006 | 걸음을 멈추고 (Stop Walking By)     | 눈꽃 (Snow Flower)                     | với nhóm nhỏ Super Junior K.R.Y      |
| 2007 | 그것뿐이에요 (Just You)             | 빌리진 날봐요 (Billie Jean look at me) |                                      |
| 2008 | 사랑 참 아프다 (Love Really Hurts)  | 타짜 (Tazza)                           |                                      |
| 2009 | 꿈꾸는 히어로 (Dreaming Hero)       | 파트너 (Partner)                       |                                      |
| 2010 | 너 아니면 안돼 (It Has To Be You)   | 신데렐라 언니 (Cinderella's Sister)    | bài hát nhạc phim hay nhất nhất 2010 |
| 2010 | 너를 사랑하고 (And I love you)      | 프레지던트 (President)                 | song ca cùng Luna f(x)               |
| 2010 | 널 기다리며 (Waiting For You)       | 파라다이스 목장 (Paradise Ranch)       |                                      |
| 2011 | 그대뒤에 있습니다 (I Am Behind You) |                                        | song ca cùng Jang Hye Jin            |
| 2011 | 단 하루만 (One Day)                 | 무사 백동수 (Warrior Baek Dongsoo)     |                                      |
| 2012 | 꽃보다 그녀 (She Over Flowers)      | 아이두 아이두 (I DO I DO)              |                                      |
| 2015 | 꿈을 꾸다 (Dreaming a dream)        | 화정 (Hwajung)                         |                                      |
| 2015 | 너무 그립다 (So much longing)       | 송곳 (The Awl)                         |                                      |

## Giải thưởng và đề cử
| Năm  | Giải thưởng                                               | Đề cử              | Kết quả   |
| ---- | --------------------------------------------------------- | ------------------ | --------- |
| 2010 | BGM Cyworld: Hall of Fame                                 | "It Has To Be You" | Đoạt giải |
| 2010 | Cyworld Digital Music Awards: Bài hát của tháng (Tháng 4) | "It Has To Be You" | Đoạt giải |
| 2010 | 25th Golden Disk Awards: Digital Bonsang                  | "It Has To Be You" | Đề cử     |
| 2010 | 25th Golden Disk Awards: Popularity Award                 | "It Has To Be You" | Đề cử     |
| 2010 | 2nd Melon Music Awards: Special Song OST Award            | "It Has To Be You" | Đề cử     |
| 2011 | Cyworld Digital Music Awards: Best OST Award              | "It Has To Be You" | Đoạt giải |